# Parol ne nuzjen
Parol ne nuzjen (russisk: Пароль не нужен) er en sovjetisk spillefilm fra 1967 af Boris Grigorjev.

## Medvirkende
- Nikolaj Gubenko som Bljukher
- Mikhail Fjodorov som Pavel Postysjev
- Rodion Nahapetov som Vsevolod Vladimirov
- Vasilij Lanovoj
- Anastasija Voznesenskaja som Sasjenka Gavrilina